# Arusha
 Ovo je glavno značenje pojma Arusha. Za druga značenja pogledajte Arusha (razdvojba).
Arusha (WaArusha), nilotski narod srodan Masaima naseljen u istoimenoj regiji u sjevernoj Tanzaniji.
Za sebe kažu da su porijeklom od naroda Pare s obronaka planine Meru. Na današnje područje Arushe prvi puta su stigli 1830-te godine, ali dok su Masai ostali stoičari Arushe su postali poljodjelci, a ovce, koze i goveda drže u blizini svojih kuća. 
Danas još uvijek žive u tradicionalnim kućama pokrivenih slamom. Kuće su rađene od blata, kravlje balege, granja i slame; muške su četvrtastog a ženske kružnoga oblika i ognjištem na sredini. Pošto su poligamni, muškarac kad poželi spavati s određenom ženom, pozove je u svoje kuću. Kad mužu pripremaju hranu, svaka supruga priprema drugo jelo koje se zatim jede u muževoj kući. Djeci nije dozvoljeno da vide kako majka ulazi u kuću svog oca da spavaju. Djeci nije dopušteno ni živjeti s ocem, oni ostaju s majkama, ali dječaci se sele kada dođu u zrelost. Oni ponekad sagrade svoju kuću pored kuće oca ili se potpuno isele da zasnuju vlastitu bomu.